# Jörg Ahmann
Jörg Ahmann, född 12 februari 1966 i Grevenbroich, är en tysk beachvolleybollspelare.
Ahmann blev olympisk bronsmedaljör i beachvolleyboll vid sommarspelen 2000 i Sydney.